# The Exquisite Sinner
The Exquisite Sinner és una pel·lícula muda dramàtica estatunidenca del 1926 dirigida per Josef von Sternberg i adaptada per Alice Duer Miller de la novel·la Escape d'Alden Brooks. Protagonitzat per Conrad Nagel i Renée Adorée, la Metro-Goldwyn-Mayer (MGM) mai li va donar un llançament general. No se n'ha recuperat cap impressió coneguda de la pel·lícula fins al moment. Més tard, aquell mateix any, un segon llargmetratge Heaven on Earth, dirigida per Phil Rosen es va estrenar amb el mateix repartiment i els mateixos conjunts, però amb un guió diferent. La versió de Rosen va tenir un mal rendiment a la taquilla. Sternberg va informar que "el resultat van ser dues pel·lícules ineficaces en lloc d'una".

## Argument
La pel·lícula tracta d'un jove francès burgès, Dominique Prad, que rebutja el lucratiu negoci de la seda de la seva família per la vida bohèmia d'un artista. Fugint de la seva finca per unir-se a una banda de gitanos, el pintor mentalment inestable s'enamora d'una bonica donzella gitana, Silda.

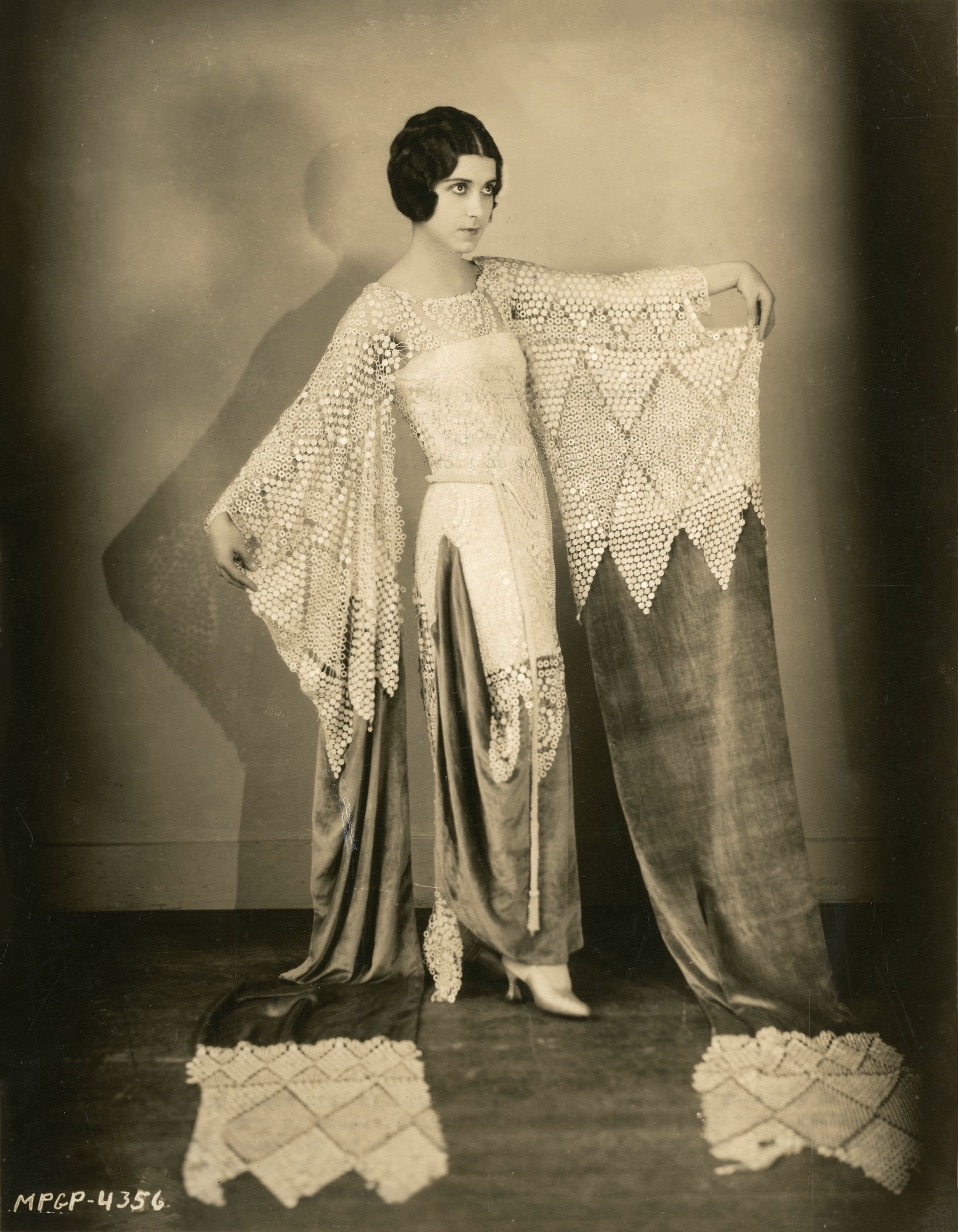
Helena D'Algy

## Repartiment
- Conrad Nagel com a Dominique Prad
- Renée Adorée com a Silda, una minyona gitana
- Paulette Duval com a Yvonne
- Frank Currier com a coronel
- George K. Arthur com a comandant del coronel
- Matthew Betz com a Secchi, el cap gitano
- Helena D'Algy com a germana de Dominique
- Claire Du Brey com a germana de Dominique
- Myrna Loy com a estàtua vivent

## Antecedents
Sobre la base de l'impressionant debut com a director de Sternberg, The Salvation Hunters, l'actriu i productora Mary Pickford el va convidar a dirigir el seu següent llargmetratge i Metro-Goldwyn-Mayer li va presentar contracte. Quan Sternberg li va presentar un guió titulat Backwash que incorporava tècniques experimentals de càmera i en què interpretaria a una noia cega, Pickford va declinar. M-G-M va assignar Sternberg, ara sota un contracte de vuit pel·lícules, per dirigir un projecte més convencional, The Exquisite Sinner.

## Pre-producció
The Exquisite Sinner, el primer llargmetratge comercial de Sternberg, seria meticulosament examinat per la MGM: "El 1924, l'any en què es va formar, Metro-Goldwyn-Mayer... posseïa un sistema sofisticat per accedir a les històries" que supervisava cada etapa de producció de la història a la pantalla.
Escape, el títol provisional durant la producció, es va basar en una novel·la homònima d'Alden Brooks, un romanç ambientat a França just després del final de la Primera Guerra Mundial. Els crítics de MGM van considerar la novel·la com "altament dramàtica, però lleugera" que es podria convertir en "una imatge bella i atractiva". Sternberg va presentar a l'estudi "un esbós de continuïtat" (és a dir, "tractament") basat en l'obra... i la guionista Alice Duer Miller va presentar "un guió de 120 escenes basades en la novel·la". L'estimació de MGM de l'esbós de Sternberg va ser positiva, amb una advertència: "refrescant... sembla estar dirigit cap a [un] tractament pictòric en lloc d'un desenvolupament lògic i coherent de la història". Sternberg va volar a Quebec per recollir una idea de l'"atmosfera" dels francocanadencs.

## Producció

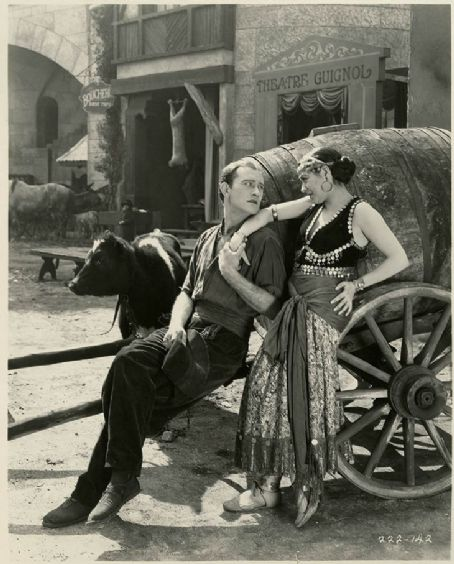
The Exquisite Sinner. esquerra a dreta, Conrad Nagel, Renée Adorée

The Exquisite Sinner va ser filmada a Hollywood el febrer de 1925. Robert Florey, ajudant de direcció de pel·lícules, ofereix un esbós de l'obra de Sternberg en persona a la revista Hollywood d'hier et d'aujourd'hui.
| « | "A les 8:45 Sternberg arribava al plató. Tots els actors estaven alineats. Va passar davant d'ells en revisió, inspeccionant-los de cap a peus, el seu sergent major esperant a una distància respectuosa. Quan va arribar al vint-i-unè gendarme, Sternberg es va aturar, hipnotitzant el pobre home. Després es va girar cap als tècnics i va cridar enfadat: "Per qui em prens? Per Niblo o Vidor? Qui creus que sóc? "Enfurismat, va començar a colpejar a la càmera amb el seu bastó, per alarma de Max Fabian, l'operador. "Aconsegueix-me el cap de producció. No permetré que us burleu de mi", etc. Bush i Cohn van arribar a galop, i Sternberg va exposar el motiu de la seva protesta. "Li falta un botó a la túnica d'aquest gendarme. No suportaré cap insult d'aquesta mena!...” | » |

Metro-Goldwyn-Mayer havia suportat recentment les "rabietes teutòniques" exhibides pel director Erich von Stroheim durant el rodatge de The Merry Widow i no els va fer gràcia els histriònics de Sternberg. A mesura que avançava la producció, els executius de l'estudi van començar a dubtar dels compromisos de Sternberg per satisfer les seves expectatives d'èxit comercial. Malgrat les excentricitats de Sternberg, Florey considerava la pel·lícula completada com una tècnica fotogràfica avançada cinematogràficament, descrivint la pel·lícula com a "plena d'interès" i exhibint "l'humor del qual Sternberg era un mestre".
Quan MGM va revisar la "versió acabada", la pel·lícula es va considerar "fotogràficament i pictòrica [impressionant]... Però és en va que busquem el tema de la història". Un lector del personal de MGM va considerar que "val la pena reconstruir la història i la imatge" mitjançant la reedició, així com "injectant algunes seqüències vitals". Després d'una reelaboració rigorosa i d'un nou títol -The Exquisite Sinner, la pel·lícula fou vista prèviament per un públic de prova el març de 1925 i "la [pobre] reacció del públic... va ser un greu cop per la producció". La vista prèvia sembla haver estat "crucial" per determinar la decisió de MGM de no estrenar la pel·lícula. Malgrat la considerable inversió "The Exquisite Sinner es va deixar en suspens". Els executius de l'estudi esperaven "convertir-la en alguna cosa [atractiva] per un públic massiu". La seva ambivalència cap a la imatge donaria lloc a "dues versions de la pel·lícula [guions] que MGM havia de fer i llançar el 1927". Quan The Exquisite Sinner havia estat retirada, "Sternberg ja s'havia traslladat a The Masked Bride, el projecte que el va portar a sortir de MGM l'estiu de 1925" després de tot just dues setmanes. La seva substituta, Christy Cabanne, obtindria l'únic crèdit de la direcció de la pel·lícula de Mae Murray.
En un esforç per salvar The Exquisite Sinner, "MGM va fer que el seu veterà director Phil Rosen treballés en una segona versió de la pel·lícula... fent servir les mateixes estrelles". Això demostra que l'estudi estava en condicions econòmiques i organitzatives de retardar l'estrena d'una producció important i "mentre escriu completament i torna a rodar la pel·lícula amb un altre director en un intent de produir un cert benefici". La pel·lícula es va tornar a escriure com "un romanç agredolç de guerra, l'estudi esperava emular l'èxit de La gran desfilada (1925) de King Vidor, que també va protagonitzar Renée Adorée en un romanç amb un jove francès. Com a resultat, "MGM tenia dues pel·lícules a la seva prestatgeria que compartien una història font, un títol i les seves estrelles. No és clar si la pel·lícula de Rosen també va fer ús d'algun metratge que Sternberg va rodar el 1925". La versió de Rosen va ser retitulada “Heaven on Earth...una comèdia de farsa... explicada a la pantalla d'una manera ràpida i lògica que unifica la trama i capta l'atenció de l'audiència "segons un revisor de MGM. La segona pel·lícula es va estrenar l'any 1927, després d'una sèrie de repeticions.
L'historiador del cinema John Baxter descriu el sistema d'estudis de Hollywood que estava sorgint quan Sternberg començava a fer pel·lícules comercials:
| « | "A la dècada de 1920, a mesura que els estudis que havien sorgit al sud de Califòrnia es van unir en un sistema cada cop més rígid per produir una quantitat predictible de mercaderies per a un mercat que s'acostava a la saturació, estaven desenvolupant un repertori de models discursius amb més o menys capacitat provada per generar productes comercialitzables. La sistematització en si mateixa milita contra l'assumpció de riscos financers en empreses atípiques...” | » |

## Resposta crítica
Com que The Exquisite Sinner mai es va llançar al públic en general, la "recepció" a la pel·lícula es limita als empleats de l'estudi implicats en la producció i als historiadors del cinema. A principis dels anys trenta, el documentalista i crític John Grierson va defensar la pel·lícula i el seu director: "Va fer una bona pel·lícula per a Metro anomenada The Exquisite Sinner i s'havia retirat de la nòmina per afegir-hi alguns autèntics colors locals a l'escena bretona."
El National Board of Review, malgrat la mala actuació de la pel·lícula i els recels de Sternberg, va seleccionar The Exquisite Sinner entre les quaranta millors pel·lícules de 1926.

## Estat de conservació
SilentEra  diu que una còpia de la pel·lícula es troba als arxius de Turner Entertainment Co.. Es rumoreja que els arxius de Warner Bros. i Turner Entertainment tenen una impressió completa d'aquesta pel·lícula, però el 2014, no ha aparegut cap impressió. Actualment només se sap que existeixen algunes imatges, obres d'art promocionals i fotogrames de produccions.